# Temple réformé d'Albi
Le temple réformé d'Albi se situe à Albi, chef-lieu du département français du Tarn. Fondée en 1871, la paroisse est rattachée à l'Église protestante unie de France.

## Histoire

### Sous l'Ancien régime
Si la ville d’Albi fut bien atteinte par la Réforme au XVIe siècle (on trouve trace de la célébration des cultes particuliers dès 1535), les protestants disparurent rapidement de cette ville : on trouve aux Archives Départementales du Tarn  un rôle des noms des 80 chefs de famille protestants d’Albi recensés en 1568 : des notables, marchands ou artisans. Mais, hormis à Réalmont, aucune implantation huguenote ne perdurera dans l’ancien Diocèse d’Albi, contrairement à ce qui se passera dans les diocèses de Castres et de Lavaur, où l’on trouve de véritables fiefs protestants (Castres, Mazamet, la « Montagne ») : à Vabre, notamment, la population fut majoritairement protestante jusque dans le milieu du XXe siècle.

### Depuis la Révolution
Il faut attendre la Restauration pour trouver quelques traces d’une petite communauté protestante, rattachée à l’Église de Réalmont, et composée en partie de familles alsaciennes venues travailler à Saint-Juéry, ainsi que de quelques techniciens étrangers. Le registre des actes pastoraux pour cette période comporte un mariage en 1830, 5 baptêmes entre 1829 et 1833, 1 inhumation en 1829.
C’est en août 1859 que Claude Émile Jolibois (1813-1894) arrive à Albi comme archiviste départemental. Ancien Professeur, révoqué en juin 1849 pour ses idées trop républicaines, il s’est converti au protestantisme en décembre 1852. Avec tout le zèle et l’ardeur du néophyte, il sera l’âme de cette petite communauté très dispersée des protestants albigeois aux origines variées, organisant le culte dans son salon. 
Bientôt, il fallut chercher des locaux plus adaptés. Mais ce ne fut pas sans difficulté : on imagine très mal aujourd’hui ce que pouvait être la méfiance qui entourait le protestantisme dans une région fortement catholique. Plusieurs salles servirent de façon éphémère de lieu de culte. Il y eut une implantation plus durable dans une maison située à l’emplacement de l’actuel marché couvert, rue Saint-Julien.

## Édifice
Avant 1905, les pasteurs étant rémunérés par l’État, les créations de poste pastoraux faisant l’objet de décret. Or, cette création n’étant pas intervenue, les ministres qui se sont succédé à Albi de 1866 à 1887 étaient à la charge de  la Société Centrale d’Evangélisation. Ce n’est qu’en 1887 que l’État reconnut officiellement l’Église d’Albi.
Entre-temps, un terrain fut trouvé rue de l’École-Normale (actuellement rue Général-Pont), des financements réunis, un temple bâti, et inauguré le 9 juillet 1871. Il était d’une taille modeste et tout en longueur. Il fait l’objet d’aménagements importants achevés en 1883. Dès avant la guerre de 1914, un nouveau projet d’agrandissement fut demandé à Léon Daures, architecte départemental d’origine mazamétaine. 
Toutefois il ne fut pas donné suite à ce projet : l’état général du bâtiment, son exiguïté ont conduit la paroisse d’Albi à construire un temple neuf.
La recherche d'un nouveau terrain ne fut pas aisée (pour les raisons déjà invoquées plus haut) : il était hors de question que le temple soit construit en plein centre-ville.
On fit appel au même Léon Daures qui proposa plusieurs projets dont l’un incluait un logement pour le concierge. Le Pasteur Emile Jolibois  fut l’artisan de cette construction : il en rechercha ardemment les financements. L’Église d’Albi comptait dans ses membres des cadres de la Société des Mines d’Albi, de celle de Carmaux, des Aciéries du Tarn et de la Verrerie Ouvrières, entreprises qui subventionnèrent largement cette opération. Mais également des églises suisses et hollandaises, ou des paroissiens de Mazamet dont les enfants fréquentaient le Lycée départemental situé à Albi.
Le choix architectural s’est porté sur un plan très en vogue depuis le début du XXe siècle, où un renouveau liturgique partiel a cherché à associer les fidèles aux mouvements du culte. La liturgie d’Eugène Bersier ordonne le culte dans une suite de dialogue officiant-assemblée (mais seul l’officiant parle, l’assemblée chantant répons et cantiques). Le pasteur, à la fois liturge et prédicateur, président du Conseil presbytéral exerce non seulement l’autorité spirituelle mais le pouvoir . 
Le temple a été dessiné dans un style néo-roman qui n’est pas sans rappeler certaines églises suisses. Le rejet hors du centre historique, dans une rue un peu à l’écart, a conduit, à défaut d’ostentation, à la construction d’une tour destinée à être visible.
Le plan proposé comporte une abside, sur laquelle  trône la chaire dominant la table de communion. Sans doute pour réduire la facture, c’est finalement un chevet plat qui sera construit. Le parquet et la barrière (qui ne sera enlevée que dans les années 1980) séparent le Pasteur et le Conseil presbytéral du reste de l’assemblée qui assiste au culte plus qu’elle n’y participe. Ces choix architecturaux, comme celui des versets bibliques, ont été sans doute faits par le seul pasteur.
L’inauguration du temple eut lieu le 26 juin 1924.

## Protection
Le temple est inscrit au titre des monuments historiques par arrêté du 20 mai 2015. Du fait de sa période de construction, il bénéficie également du label « Patrimoine du XXe siècle ».